# 相川勝重
相川 勝重（あいかわ かつしげ、1950年〈昭和25年〉8月13日 - ）は、日本の政治家・政治運動家、千葉県山武郡芝山町元町長。

## 来歴
1950年（昭和25年）生まれ。芝山町立芝山中学校及び千葉県立多古高等学校を卒業した後、千葉県立農村中堅青年養成所を修了、その後芝山町で農業に従事する。
新東京国際空港計画（現・成田国際空港）に対し「何の相談もなく一方的に農地を奪い、空港を押しつけるのはおかしい」と成田空港問題に立ち上がり、20歳から三里塚芝山連合空港反対同盟（略称「反対同盟」）青年行動隊員として三里塚闘争を担っていた。全国町村会のウェブサイトで、空港反対運動での逮捕歴が4回に上ることを明らかにしている。東峰十字路事件では、凶器準備集合罪などで執行猶予付きの有罪判決を受けている。 
1980年（昭和55年）芝山町議会議員に初当選、 2期8年を務める。以後、JA山武青年部長、成田空港地域共生委員会地域委員を歴任する。
1989年（平成元年）6月11日、「反対同盟」の推薦を受けて、芝山町長選挙に出馬するが落選。
1993年（平成5年）にも町長選に出馬して敗れるが、同年10月19日に開催された成田空港問題円卓会議第2回に、選挙支援者らを中心とした住民団体である「ネットワーク芝山21」から参加する。空港推進派を含む他の団体との折り合いをつけ、1994年（平成6年）9月13日の第11回円卓会議で、3市町（成田市・芝山町・大栄町）の地元団体からの統一見解を出すことに成功する。
1997年（平成9年）12月7日、前町長が収賄容疑で逮捕されたことに伴い実施された町長選挙で、「2000年までに成田国際空港平行滑走路完成」や「芝山鉄道建設」などを公約に掲げて勝利し、3度目の挑戦にて芝山町長就任を果たした。2001年（平成13年）に再選ののち、2005年（平成17年）、2009年（平成21年）と無投票当選。
2013年（平成25年）には12年ぶりの選挙戦となるも、2人の新人候補者を相手に勝利した。
2017年（平成29年）11月26日投開票の町長選挙で、無所属の新人候補者を相手に勝利し、芝山町長6期目。
2021年（令和3年）12月6日をもって任期満了を迎え、24年間務めた町長を退任した。

## 芝山町長としての政策
「成田国際空港との共存共栄」や「行政の透明化」、「農業の再生」などが政策にすえられている。
建設ルート上に残る一坪共有地を解消して芝山鉄道早期建設を実現するため、全国の地権者に協力を呼びかけた。
中山成彬国土交通大臣（当時）が2008年9月に行った「成田空港反対闘争はゴネ得」発言に、空港周辺の地方自治体の長として抗議した。
前原誠司国土交通大臣（当時）が「羽田ハブ化」を打ち上げた2か月後の2009年12月15日に、成田空港の運用時間と午後10時台の制限緩和を提案した。
芝山町で行われた成田空港の更なる機能強化についての住民説明会には全62回のうち61回出席。住民の要望を国や成田国際空港株式会社に伝え、飛行ルートに挟まれた谷間地域の騒音対策の充実につなげた。
「成田第3滑走路実現を目指す有志の会」の顧問や成田空港周辺地域共生財団の理事（非常勤）を務めており、近年では空港拡張に伴う固定資産税の増収や交通インフラの整備などを生かした町づくりを目指している。
一方、成田空港反対運動を続けている反対同盟や新左翼党派からは「成田空港推進派への転向」を理由として非難されている。
町長のほか、千葉県町村会の副会長も務める。